# Satanské verše (román)
Satanské verše (1988) je román spisovatele Salmana Rushdieho, psaný v autorově stylu magického realismu. Mnohavrstevné dílo vykresluje rozpory mezi způsobem vnímání rozdílných kultur, především muslimské mystiky a západního racionalismu. Za toto dílo byl autor odsouzen ájatolláhem Chomejním k trestu smrti. Na podporu tohoto trestu se konala shromáždění v Karáčí, Teheránu, Bombaji atd. Rushdie byl proto nucen se za pomoci Scotland Yardu skrývat, v roce 2022 byl pak na Rushdieho spáchán atentát. Překladatelé a nakladatelé díla jsou ohrožováni, někteří, jako Hitoši Igaraši, byli zavražděni.

## Kritika díla
Podle některých muslimských autorit je dílo plánovitým znesvěcením islámu. Tato argumentace by se dala shrnout asi takto:
- Hlavní islámský prorok Muhammad je zde nazýván Mahound (hanlivá zkomolenina Mohamedova jména užívaná křižáky, anglicky „honicí pes“ nebo „sprosťák“[1])
- Jeho manželky autor umístil do nevěstince
- Prorokova nejoblíbenější manželka A´iša je popisována jako motýlí madona, jejíž nahotu kryjí pouze dlouhé vlasy, je epileptička atd.

Tyto argumenty jsou ale trochu zavádějící, což se dá zjistit až po přečtení knihy (viz následující děj). Čtení této knihy je ale týmiž autoritami muslimům zakázáno.

## Děj
Hrdiny hlavní linie románu jsou dva cestující mezinárodního letu z Indie do Londýna. Letadlo se zřítí do kanálu La Manche a oba hrdinové jsou zázračně zachráněni. Začnou se ale měnit – jeden v bytost podobnou andělu, druhý v čerta. Čert prochází ponižujícím a rasistickým přijetím imigračních úředníků a jeho podoba mu pitoreskně komplikuje i osobní vztahy. Druhý hrdina začne mít sny, v nichž se vidí coby anděl Gabriel, diktující poněkud zmateně verše Prorokovi, zakládajícímu nové náboženství. Tato část příběhu odkazuje na titulní satanské verše, kdy se Prorok snaží zjistit, jestli mu toleranci k místním bohyním sdělil anděl či ďábel.
Po prožitých vidinách i utrpení se sice vrátí ke svým podobám, ale poněkud změněni svými zážitky.
V románu je mnoho vedlejších linií:
- V jednom příběhu v současné arabské vesnici chudá dívka Aíša má mystické vidiny a vydá se i s celou vesnicí na pouť. Kolem ní se dějí zázraky, například ji celou obsypou motýli, takže chodí zahalena jen do nich. Po dlouhé strastiplné pouti poutníci vejdou do moře vidíce ráj.
- V další epizodě je uprostřed Londýna uzavřen v dobrovolné izolaci od okolního hříšného západního světa zlý imám, snící jen o moci v rodné zemi a uskutečnění svých náboženských představ silou. Tato postava byla zcela jistě inspirována Chomejním.
- Část příběhu se odehrává ve snové rovině v nevěstinci v Mekce, jehož majitel jako reklamní tah pojmenoval své pracovnice po manželkách Proroka. V podniku se ukrývá i uprchlý bývalý zapisovatel Prorokových slov. Ten se přiznává, že zapisoval nepřesně, ale Prorok si ničeho nevšiml.

## Intertextovost
Nacházíme zde mnoho odkazů na Korán, Bibli, ale i na Othella či Carmen. Hlavním námětem díla je rozdílnost kultur.

## Násilí, vraždy a pokusy o ublížení
I přes policejní ochranu se Rushdie nevyhnul atentátu. V srpnu 2022 jej v New Yorku napadl útočník, následkem čehož Rushdie oslepl na jedno oko. Avšak napadením se nevyhnuli ani jiní lidé, kteří jsou spojeni s Rusdieho knihou. Hitoši Igaraši, japonský překladatel, byl 11. července 1991 ubodán k smrti. Ettore Capriolo, italský překladatel, byl v Miláně 3. července 1991 vážně zraněn bodnutím. Norský vydavatel William Nygaard byl třikrát střelen během pokusu o atentát v Oslu v říjnu 1993, ale přežil. Aziz Nesin, turecký překladatel, byl zamýšlen jako cíl během událostí, které vedly k masakru v tureckém městě Sivas 2. července 1993, což mělo za následek smrt 37 lidí.